# Edu Manga
Edu Manga (Osasco, 2 februari 1967) is een voormalig Braziliaans voetballer.

## Braziliaans voetbalelftal
Edu Manga debuteerde in 1987 in het Braziliaans nationaal elftal en speelde 10 interlands.